# Főglein Antal
Főglein Antal (Bia, 1876. január 22. – 1964. február) országos főlevéltárnok.

## Élete
1895-ben érettségizett, majd a Budapesti Egyetemen végzett és egyetemi doktorátust szerzett. Országos levéltári fogalmazói szakvizsgát tett, s ifjú korában több előkelő családnál nevelősködött. 1896-tól Pest vármegye közigazgatási gyakornoka. Katonai szolgálata és egyetemi tanulmányai után 1904-ben Baranya vármegye allevéltárnoka lett. Majd Zólyom vármegyébe került, s melynek levéltárnoka, majd főlevéltárnoka volt. Az első világháború után, 1920-ban az Országos Levéltárhoz kapott beosztást. Ott dolgozott 1939-as nyugdíjazásáig.
1936-ban kutatásokat végzett a besztercebányai (városi, vármegyei, múzeumi és káptalani) és báti levéltárakban.
Feldolgozta Magyarország vármegyei levéltárainak történetét az 1848—1849. évi átalakulásig, majd az önkényuralom idején. A feudáliskori vármegye egyes intézményeivel, a megyei apparátus kialakulásával és működésével, a II. József-kori országos összeírással és a történeti segédtudományokkal is foglalkozott. Genealógiai és címertani értekezéseket is írt. Kézirathagyatéka a Magyar Tudományos Akadémia Könyvtárában található.

## Művei
- 1931 Pest vármegye levéltárának rendezése. Levéltári Közlemények 1930-1931
- 1933 Gömör vármegye levéltára. Levéltári Közlemények 11
- 1934 Zólyom vármegye pecsétje. Turul 48
- 1936 A vármegyei nótárius. Levéltári Közlemények
- 1937 A vármegyei notáriusi tisztség kialakulásához. Turul
- 1938 Családtörténeti adatok Zólyomvármegyéből. Magyar Családtörténeti Szemle 1938
- 1938 Dubéczy György. Zólyom vármegye nótáriusa. Turul
- 1945 A vármegyei levéltárak első állandó őrzőhelye. Levéltári Közlemények 20-23, 196–254.
- Nemesi családok Zólyom vármegyében.
- Tharnóczy András.
- A Bach-huszárok.